# Rolf Detmering
Rolf Detmering (1889-1964) est un militaire allemand. Il était général de division pendant la Seconde Guerre mondiale

## Biographie
Rolf Detmering  naît le 19 février 1889, à Phalsbourg, en Lorraine annexée. Il s’engage dès 1906 comme Fahnenjunker au 82e régiment d'infanterie (de). Leutnant en 1907, il sert dans le même régiment jusqu’en 1913. Detmering est ensuite affecté à l’école de guerre de Potsdam.

## Première Guerre mondiale
Après un détachement au 47e  Feldartillerie-Regiment, Detmering est blessé au début des hostilités. Promu Oberleutnant en octobre 1914,  il est transféré au 82e Reserve-Ersatz-Regiment. Promu Hauptmann un an plus tard, Detmering commande une compagnie, puis un bataillon du 83e Reserve-Ersatz-Regiment. Blessé en octobre 1915, il reprend ensuite son poste au 83e  Reserve-Infanterie-Regiment. Detmering est transféré à l’état-major du VIIe corps d’armée en août 1916, puis à Sedan. Il termine la guerre comme officier d'état-major.  

## Entre-deux-guerres
Detmering reste dans l’armée allemande après la défaite de 1918, malgré les réductions d’effectif. Il est promu Major en mai 1928, Oberstleutnant en février 1933, Oberst en mars 1935, et enfin Generalmajor en avril 1938. 

## Seconde Guerre mondiale
Lorsque la Seconde Guerre mondiale éclate, Detmering est inspecteur général à Francfort-sur-le-Main. Faisant fonction de général de division en juin 1940, pendant la Bataille de France, Detmering est confirmé dans son grade de Generalleutnant en juin 1941. Détaché en octobre 1944 à l’état-major du Wehrkreis X, le 10e district militaire, Detmering est détaché ensuite dans le  8e, puis dans le 12e district militaire. Il part en captivité le 5 mai 1945, et y restera jusqu'en août 1946. 
Rolf Detmering s’éteindra le 21 novembre 1964 à Giessen, en Hesse.

## Distinctions
- Ritterkreuz des Kriegsverdienstkreuzes mit Schwertern: le 16 mars 1945.
- Croix de fer 1914, 1re classe
- Grossherzoglich Hessische Tapferkeitsmedaille
- Grossherzoglich Mecklenburg-Schwerinsches Militär-Verdienstkreuz, 2e classe
- Braunschweigisches Kriegsverdienstkreuz, 2e classe
- k.u.k. Österr. Militär-Verdienstkreuz mit der Kriegsdekoration, 3e classe
- Litauischer Orden Großfürst Gedeminas
- Verwundetenabzeichen 1918, en argent
- Croix d'honneur
- Österr. Kriegs-Erinnerungs-Medaille mit Schwertern
- Médaille de service de longue durée de la Wehrmacht 1re classe
- Kriegsverdienstkreuz mit Schwertern, 1re classe

## Sources
- (en) Generalleutnant Rolf Detmering  sur reocities.com